# Porella navicularis
Porella navicularis là một loài rêu tản trong họ Porellaceae. Loài này được (Lehm. & Lindenb.) Pfeiff. miêu tả khoa học lần đầu tiên năm 1855.